# Среднощна жега
„Среднощна жега“ (на английски: In the Heat of the Night) известен още и като „В знойната нощ“ или „В разгара на нощта“ е американски игрален филм, излязъл по екраните през 1967 година, режисиран от Норман Джуисън с участието на Сидни Поатие и Род Стайгър в главните роли. Сценарият, написан от Стърлинг Силифант, е по мотиви от едноименния роман на американския писател Джон Бол. През 2002 година, „В знойната нощ“ е определен като културно наследство за опазване в Националния филмов регистър към Библиотеката на Конгреса на САЩ.

## Сюжет
Произведението разказва историята за чернокожия детектив от Филаделфия Върджил Тибс (Поатие), който е въвлечен в разследване на убийство в малко расистко градче в южния щат Мисисипи.

## В ролите
| Актьор            | Роля                            |
| ----------------- | ------------------------------- |
| Сидни Поатие      | детектив Върджил Тибс           |
| Род Стайгър       | полицейски началник Бил Гилеспи |
| Уорън Оутс        | сержант Сам Ууд                 |
| Лий Грант         | г-жа Лесли Колбърт              |
| Скот Уилсън       | Харви Оберст                    |
| Антъни Джеймс     | Ралф Хеншоу                     |
| Куентин Дин       | Долорес                         |
| Лари Гейтс        | Ерик Ендикът                    |
| Джеймс Патерсън   | Лойд Пърди                      |
| Уилям Шалърт      | кметът Уеб Шуберт               |
| Беа Ричардс       | мама Салеба                     |
| Питър Уитни       | Джордж Кортни                   |
| Хари Дийн Стантън | полицай                         |

## Награди и номинации
„В знойната нощ“ е големият победител на 40-ата церемония по връчване на наградите „Оскар“, където е номиниран за отличието в 7 категории, печелейки 5 статуетки в това число за най-добър филм, най-добър адаптиран сценарий и най-добра главна мъжка роля за изпълнението на Род Стайгър, който е удостоен и с британската награда на БАФТА за най-добър чуждестранен актьор. Произведението е удостоено и с награди „Златен глобус“ за най-добър драматичен филм, най-добър сценарий и най-добър актьор отново за Род Стайгър.

## Любопитно
През 1970 и 1971 година са заснети две нови части като продължения на филма, озаглавени съответно „Наричат ме господин Тибс!“ и „Организацията“, отново с Поатие в ролята на детектива Тибс но с различни режисьори. През 1988 година, е заснет телевизионен сериал основан на оригиналния филм.